# 米夏埃尔·利恩德尔
邁克爾·利恩德爾（德語：Michael Liendl；1985年10月25日—）是一位奧地利足球運動員。在場上的位置是中場。他現在效力於奧地利超級足球聯賽球隊禾夫斯貝加體育會。他也代表奧地利國家足球隊參賽。